# 이도겸
이도겸(1990년 1월 19일 ~ )은 대한민국의 배우이다.

## 학력
- 한국예술종합학교 연극원

## 출연작

### 드라마
- 《우당탕탕 패밀리》 (2023년, KBS1) - 강선우 역
- 《날 녹여주오》 (2019년, tvN) - 백영탁 역
- 《신입사관 구해령》 (2019년, MBC)
- 《내 사랑 치유기》 (2018년, MBC) - 임주철 역
- 《당신의 하우스헬퍼》 (2018년, KBS2) - 방철수 역
- 《마이 엑스 다이어리》 (2018년, 웹드라마) - 강민 역
- 《슬기로운 감빵생활》 (2017년, tvN) - 박도겸 역
- 《당신이 잠든 사이에》 (2017년, SBS) - 명대구 역
- 《역적 : 백성을 훔친 도적》 (2017년, MBC) - 도호 역
- 《맨몸의 소방관》 (2017년, KBS2) - 준호 역
- 《솔로몬의 위증》 (2016년, JTBC) - 이성민 역
- 《사사롭지만 좋은날》 (2016년, 웹드라마) - 재우 역